# يوسف بدوي
يوسف بدوي ( الإنجليزية : Youssef Badawy ، مواليد 6 أغسطس 2001) هو لاعب كاراتيه مصري وبطل عالمي. فاز بالميدالية الذهبية في حدث الكوميتيه للرجال وزن 84 كجم في بطولة العالم للكاراتيه 2021 التي أقيمت في دبي، الإمارات العربية المتحدة. في عام 2019 ، فاز بالميدالية البرونزية في حدث الكوميتيه للرجال وزن 84 كجم في بطولة العالم للكاديت والناشئين وتحت 21 عامًا في تشيلي.

## خبرة مبكرة
مارس بدوي الكاراتيه في سن الخامسة. انتقل إلى نادي الزهور وبدأ يشق طريقه في الرياضة تحت قيادة مدربه محمد فتحي من خلال المنافسة في البطولات الجمهورية. وانضم إلى المنتخب المصري في عام 2015 . بدأ مشاركته دوليًا بالتسجيل في بطولة الأهلي دبي الدولية المفتوحة عام 2016 والبطولة الأفريقية التي أقيمت في الجزائر عام 2018.

## الرحلة المهنية
فاز بدوي بأول ميدالية ذهبية قارية له في البطولة الأفريقية في مراكش بالمغرب في فبراير عام 2019 ثم شارك في البطولة العربية للأندية و حصل على الميدالية البرونزية في حدث فريق الكوميتيه. فاز ايضاً بالميدالية الذهبية في حدث الكوميتيه للرجال في دوري شباب الكاراتيه الذي أقيم في ليماسول، قبرص، وفي أغسطس، فاز بالميدالية البرونزية في فريق الرجال كوميتيه في الألعاب الأفريقية عقدت في الرباط، المغرب. ثم شارك في بطولة العالم للناشئين والكاديت وأقل من 21 عامًا للكاراتيه التي أقيمت في سانتياغو، تشيلي، والتي حصل فيها على أول ميدالية برونزية عالمية له. فاز ايضاً بالميدالية الفضية في حدث فريق الرجال الكوميتيه في البطولة الأفريقية بطنجة بالمغرب في عام 2020.

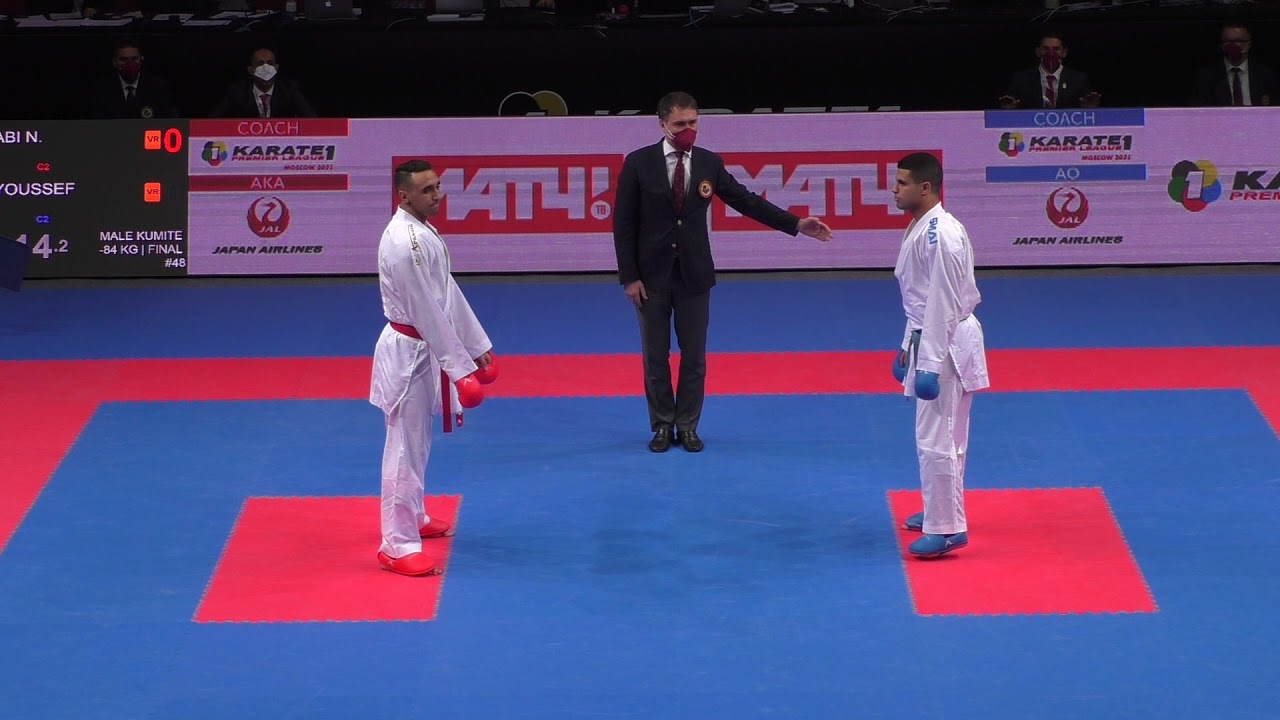
بدوي ضد نبيل الشعبي في نهائي الدوري العالمي بموسكو للكاراتيه

كان ظهوره الأول لعام 2021 في سبتمبر في الدوري العالمي للكاراتيه 1 بميدالية ذهبية حصل عليها عن جدارة، وفي الدوري العالمي الذي تلاه في موسكو، فاز بميدالية ذهبية أخرى بعد أن حافظ على شباكه نظيفة طوال مبارياته الخمس. و قد تلمح إلى أنه وضع نصب عينيه على لقب بطل العالم بعد أدائه الفريد في مباريات الدوري.

### بطولة العالم للكاراتيه 2021
في خضم تلاحم مستمر استطاع بدوي أن يتفوق على منافسيه حيث فاز على بطل العالم الكرواتي إيفان كفيزتش  في أول مباراة له بالبطولة.
تنافس بدوي ضد جيسي دا كوستا على التأهل للمباراة النهائية . فاستأثر بدوي ضمان وجوده في المباراة النهائية بعدما وقع ضربة يوكو أثارت ضجة في الثانية الأخيرة من المباراة حتى حقق الفوز بنتيجة 2-2 بأفضلية السينشو . 

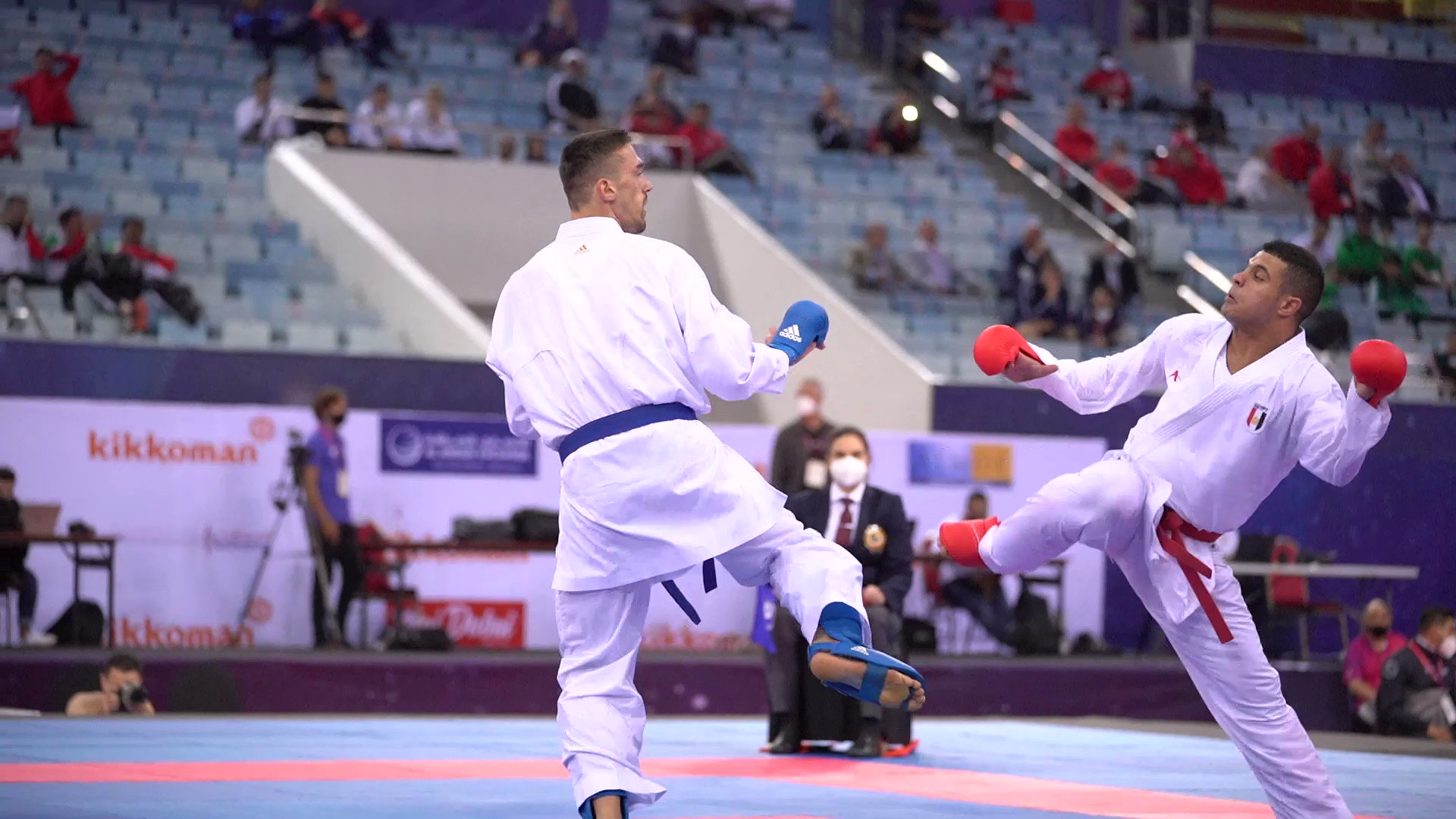
بدوي ضد إيفان كفيزتش

في مباراة نهائية غير حاسمة ومثيرة للأعصاب بين بدوي وفابيان هوايكيمان، انتهت المباراة بالتعادل 6-6 وإبطال سينشو بدوي. ومع ذلك، أعلن فوز بدوي بعد إجماع بين الحكام الخمسة. فرض بدوي نفسه على مقدمة فئته بأداء مذهل خطف الأنفاس على الرغم من صغر سنه .
ذكر بدوي أنه لم يكن فوزًا سهلاً على الإطلاق ونسب إنجازه إلى عائلته.
حصل بدوي على الميدالية الفضية في البطولة الأفريقية التي أقيمت في ديسمبر في مسقط رأسه، القاهرة، مصر . ثم شارك في البطولة العربية بالجزائر والتي فاز فيها بالميدالية البرونزية في حدث الكوميتيه للرجال وزن 84 كجم والميدالية الذهبية في حدث فريق الكوميتيه.

### موسم 2022
افتتح بدوي موسم 2022 بميدالية ذهبية في بطولة الفجيرة للدوري العالمي للكاراتيه بعد أن واجه زميله محمد رمضان في نهائي مصري خالص . و في محطة الدوري العالمي بالرباط اقتنص بدوي الميدالية الذهبية بأداء فريد يليق بلقب بطل العالم. و قد حاز على الريادة العالمية في شهر مايو بخمسة الاف و ستمائة و خمسة و عشرين نقطة.

#### دورة ألعاب البحر المتوسط 2022
كان قد تفوق بدوي على خصمه في نصف نهائي دورة ألعاب البحر المتوسط قبيل تلقيه ضربة قوية غير متوقعة في رأسه أفقدته وعيه لبضع ثوان. على الرغم من حالته، استأنف المباراة ليفوز بنتيجة 4-1. ثم تم نقله إلى المستشفى لإجراء فحص طبي، وذكرت اللجنة الأولمبية المصرية أنه لن يلعب النهائي حفاظاً على سلامته. لكن بدوي فاجأ الجميع بالإصرار على خوض المباراة النهائية بوعد أن الميدالية الذهبية مصرية. لعب بدوي مباراة النهائي وفاز بالميدالية الذهبية بالفعل بنتيجة 6-4.

#### الألعاب العالمية 2022
في منافسة ضد أفضل سبعة لاعبين في العالم، بدأ بدوي بالفوز على البطل المغربي نبيل الشعبي ثم فوز آخر على بطل هولندا بريان تيمرمانز ليتأهل لمنافسة إيفان كفيزتش في نصف النهائي. اضطر بدوي إلى مواجهة نبيل الشعبي للمرة الثانية في البطولة في المباراة النهائية التي حقق فيها فوزًا في الثانية الأخيرة بعد إلغاء سينشو خصمه لموازنة النتيجة 6-6 و فوز بواسطة الهانتي.
فاز بدوي بالميدالية الذهبية في الدوري العالمي الذي أقيم في باكو، اذربيجان، في سبتمبر، و في أكتوبر لعب بدوي لنادي النصر الرياضي في الدوري الوطني للفرق وحصل على المركز الأول. في ختام موسم 2022 ، استولى بدوي على لقب بطل أفريقيا في البطولة الأفريقية التي أقيمت في ديربان بجنوب إفريقيا وفاز بالميدالية الذهبية لحدث فريق الكوميتيه أيضا.
كانت لبدوي بداية صعبة لموسم 2023. في 7 يناير، قبل أسبوعين من الدوري العالمي بالقاهرة، كان بدوي يتنافس في الدوري الوطني السعودي عندما تلقى ضربة قوية في وجهه أدت إلى كسر في الفك واضطر إلى الخضوع لعملية جراحية، مما أعاق مشاركته في الدوري العالمي الأول لعام 2023.

## الحياة الشخصية
بعد ممارسة العديد من الألعاب وقع اختيار بدوي على رياضة الكاراتيه ملهماً بشقيقه الأكبر الذي كان يزاولها أيضاً . التحق بدوي بكلية الهندسة بجامعة عين شمس وتخصص في الهندسة الميكانيكية .

## إنجازات
في عام 2021 كان صعود بدوي للمركز الثالث في التصنيف العالمي بعد اقتناصه الميدالية الذهبية في بطولة العالم، و من ثم أعلن تأهله للألعاب العالمية 2022 التي عقدت في برمنغهام، ألاباما، الولايات المتحدة. 
| عام  | منافسة                                                            | مكان                             | الترتيب / المنصب | حدث                      |
| ---- | ----------------------------------------------------------------- | -------------------------------- | ---------------- | ------------------------ |
| 2019 | البطولة الأفريقية منطقة 1                                         | مراكش المغرب                     | ذهبية            | فردي +76 كغم كوميتيه     |
| 2019 | دوري الشباب الكاراتيه                                             | ليماسول قبرص                     | ذهبية            | فردي +76 كغم كوميتيه     |
| 2019 | دورة الالعاب الافريقية                                            | الرباط المغرب                    | برونزية          | فريق كوميتيه             |
| 2019 | بطولة العالم للناشئين والكاديت وتحت 21 سنة للكاراتيه              | سانتياغو تشيلي                   | برونزية          | U21 فردي -84 كجم كوميتيه |
| 2020 | بطولةأفريقيا                                                      | طنجة المغرب                      | فضية             | فريق كوميتيه             |
| 2021 | الدوري الممتاز للكراتيه                                           | القاهرة مصر                      | ذهبية            | فردي -84 كيلو كوميتيه    |
| 2021 | الدوري الممتاز للكراتيه                                           | موسكو روسيا                      | ذهبية            | فردي -84 كيلو كوميتيه    |
| 2021 | بطولة العالم للكاراتيه                                            | دبي الإمارات العربية المتحدة     | ذهبية            | فردي -84 كيلو كوميتيه    |
| 2021 | بطولةأفريقيا                                                      | القاهرة مصر                      | فضية             | فردي -84 كيلو كوميتيه    |
| 2022 | الدوري الممتاز للكراتيه                                           | الفجيرة الإمارات العربية المتحدة | ذهبية            | فردي -84 كيلو كوميتيه    |
| 2022 | الدوري الممتاز للكراتيه                                           | الرباط المغرب                    | ذهبية            | فردي -84 كيلو كوميتيه    |
| 2022 | ألعاب البحر الأبيض المتوسط مصر في ألعاب البحر الأبيض المتوسط 2022 | وهران الجزائر                    | ذهبية            | فردي -84 كيلو كوميتيه    |
| 2022 | الألعاب العالمية 2021                                             | برمنغهام الولايات المتحدة        | ذهبية            | فردي -84 كيلو كوميتيه    |
| 2022 | الدوري الممتاز للكراتيه                                           | باكو أذربيجان                    | ذهبية            | فردي -84 كيلو كوميتيه    |
| 2022 | بطولةأفريقيا                                                      | ديربان جنوب إفريقيا              | ذهبية            | فردي -84 كيلو كوميتيه    |

## الأوسمة والجوائز
كرمه الرئيس المصري عبد الفتاح السيسي في ديسمبر عام 2019 لحصوله على الميدالية البرونزية العالمية في تشيلي و منحه وسام الجمهورية من الدرجة الثالثة .